# Инеткас
Инеткас (егип. Jnj n.t k3=s - «Несущая Ка») — древнеегипетская принцесса, дочь фараона (Sat-nesu) Нечерихета (Джосера), известная из большого количества известняковых стел, найденных на территории комплекса ступенчатой пирамиды Джосера. А также одна стела найденная около ступенчатой пирамиды Сехемхета, возможно также содержащая имена царской семьи.
Имя её упоминается в надписях из храма в Гелиополе, изображения принцессы рядом с матерью Хетепхернебти и отцом Джосером (сегодня хранится в Турине). Фрагмент стелы с её именем обнаружен в гробнице Мерери, также в Саккаре.

## В массовой культуре
В произведении Ивана Антоновича Ефремова «На краю Ойкумены» встречается имя царевны как Инт-Ка-С.